# Liste der Biografien/Frez
Liste der Biografien |
Portal Biografien |
Personensuche
# |
A |
B |
C |
D |
E |
F |
G |
H |
I |
J |
K |
L |
M |
N |
O |
P |
Q |
R |
S |
T |
U |
V |
W |
X |
Y |
Z |
?
 
Fa |
Fe |
Ff |
Fh |
Fi |
Fj |
Fk |
Fl |
Fm |
Fn |
Fo |
Fr |
Ft |
Fu |
Fy
 
Fra |
Frc |
Fre |
Frg |
Fri |
Frk |
Frl |
Fro |
Fru |
Fry
 
Frea |
Freb |
Frec |
Fred |
Free |
Freg |
Freh |
Frei |
Frej |
Frek |
Frel |
Frem |
Fren |
Freo |
Frep |
Freq |
Frer |
Fres |
Fret |
Freu |
Frev |
Frew |
Frey |
Frez
Die Liste der Biografien führt alle Personen auf, die in der deutschsprachigen Wikipedia einen Artikel haben. Dieses ist eine Teilliste mit 6 Einträgen von Personen, deren Namen mit den Buchstaben „Frez“ beginnt.

## Frez
- Frez, Guillermo (1898–1965), chilenischer Fußballspieler

### Frezi
- Frézier, Amédée-François (1682–1773), französischer Militärexperte, Mathematiker, Spion und Entdecker

### Frezz
- Frezza, Alberto (* 1989), italienischer Schauspieler
- Frezza, Andrea (1937–2012), italienischer Dokumentarfilmer und Filmregisseur
- Frezza, Fortunato (* 1942), italienischer Geistlicher und Theologe sowie Kardinal
- Frezzolini, Erminia (1818–1884), italienische Opernsängerin (Sopran)